# صاریغ باریک‌اندام شمالی
صاریغ باریک‌اندام شمالی (نام علمی: Gracilinanus marica) نام یک گونه از سرده صاریغ‌های باریک‌اندام است.